# Дюбуа, Пьер-Люк
Пьер-Люк Дюбуа́ (фр. Pierre-Luc Dubois; 24 июня 1998, Сент-Агат-де-Мон) — канадский хоккеист. Участник драфта НХЛ 2016 года, был выбран в 1-м раунде под общим 3-м номером командой «Коламбус Блю Джекетс». Нападающий клуба НХЛ «Вашингтон Кэпиталз».

## Игровая карьера
Дюбуа был выбран командой «Кейп Бретон Скриминг Иглз» на внутреннем драфте QMJHL в 2014 году в 1-м раунде под общим 5-м номером и в своём первом сезоне стал лучшим снайпером Лиги среди игроков до 16 лет.
Перед драфтом НХЛ 2016 года Пьер-Люк был признан первым номером рейтинга среди игроков, выступающих в лигах Северной Америки.
11 декабря 2016 года Дюбуа был обменян в клуб «Блейнвилль-Буазбриан Армада».

### НХЛ
24 июня 2016 года на драфте НХЛ Дюбуа был выбран в 1-м раунде под общим 3-м номером командой «Коламбус Блю Джекетс». 29 июня 2016 года Пьер-Люк подписал трёхлетний контракт новичка с Коламбусом.
6 октября 2017 года Дюбуа забил своей первый гол в карьере НХЛ, в матче против «Нью-Йорк Айлендерс», игра завершилась победой «Блю Джекетс» со счётом 5:0.
29 марта 2018 года Дюбуа сделал первый хет-трик в карьере НХЛ в матче против «Калгари Флэймз», а матч закончился со счётом 5:1 в пользу «Блю Джекетс».
6 августа 2020 года забросил три шайбы в матче против «Торонто Мейпл Лифс» и стал первым игроком «Коламбуса», оформившим хет-трик в плей-офф.
27 июня 2023 года подписал с «Джетс» новый 8-летний контракт на $68 млн, после чего был обменян в «Лос-Анджелес Кингз» на Габриэля Виларди, Алекса Аяфалло, Расмуса Купари и выбор во втором раунде драфта 2024 года. В сезоне 2023/24 набрал 40 очков (16+24) в 82 матчах при показателе полезности -9. В плей-офф в 5 матчах набрал 1 очко (1+0).
19 июня 2024 года был обменян в «Вашингтон Кэпиталз» на вратаря Дарси Кемпера.

## Личная жизнь
Дюбуа имеет двойное гражданство Канады и США. Его мать родом из Атланты, штат Джорджия. Его отец, Эрик Дюбуа, в прошлом — хоккеист. Эрик был выбран на драфте НХЛ 1989 года клубом «Квебек Нордикс» в 4-м раунде под общим 76-м номером, однако в НХЛ не провёл ни одной игры. Эрик ныне является тренером защитников клуба АХЛ «Манитоба Мус». Дюбуа начал играть в хоккей в Германии, когда ему было три года, в то время его отец играл в Немецкой хоккейной лиге. Также у Дюбуа есть сестра, которая старше его на 2 года.

## Статистика
| Легенда | Легенда                    | Легенда | Легенда                   | Легенда | Легенда    |
| ------- | -------------------------- | ------- | ------------------------- | ------- | ---------- |
| И       | Количество проведённых игр | Штр     | Штрафное время            | +/−     | Плюс-минус |
| Г       | Голы                       | П       | Голевые передачи          | О       | Очки       |
| -       | Статистика неизвестна      | —       | Статистика не учитывалась |         |            |